# E-mailing
E-mailing é um método de marketing direto que utiliza o correio eletrônico como um meio de comunicação comercial para enviar mensagens a uma audiência. Mais conhecido, popularmente por e-mail marketing. Em seu sentido mais amplo, todos os emails enviados para os clientes existentes ou potenciais poderiam ser considerados e-mailing. No entanto, o termo é geralmente usado para se referir a:
- Enviar e-mails com o objetivo de melhorar a relação de um comerciante com seus clientes atuais ou antigos para incentivar a lealdade do cliente e repetir negócios.
- Enviar e-mails com o objetivo de adquirir novos clientes ou persuadir os clientes existentes para comprar algo agora ou no futuro.
- Adição de propagandas para e-mail as mensagens enviadas por outras empresas aos seus clientes ou usuários.
- Automação de e-mails para geração de leads.

O disparo de mensagens de forma massiva, para centenas ou milhares de pessoas, sempre corre o risco de ir parar na caixa de spam dos destinatários ou simplesmente de ser ignorado por eles.
Assim, é necessário observar uma série de cuidados a serem tomados com essa ferramenta, da criação do corpo do e-mail ao planejamento das mensagens, os quais vamos observar a seguir.

## Construindo seu e-mail
Inicialmente, deve-se observar algumas dimensões máximas para os conteúdos do e-mail marketing, de tal forma que a mensagem não fique pesada nem extrapole as dimensões de visualização do usuário.
A largura do e-mail deve ser de no máximo 600 pixels, e a altura, a menor possível, a fim de reduzir a necessidade do uso da barra de rolagem . As imagens devem ser usadas com “muita” moderação e precisam ser extremamente leves, no máximo 45kb.

## Evite padrões ruins
IMAGENS
Deve-se evitar ainda o uso de uma única imagem com texto no e-mail, desacompanhada de texto. Por exemplo, como colocar uma imagem no pano de fundo da mensagem, visto que essas práticas tendem a ser entendidas como spam pela maioria dos principais provedores de e-mail.

TABELAS
Na hora de inserir tabelas, nada de CSS, que também tende a ser mais barrado pelos provedores: prefira o bom e velho simples HTML de sempre.

ESTILOS CSS
Assim também se deve evitar a tag para referenciar arquivos de CSS, devendo-se optar pelo CSS inline.

EXPRESSÕES E MAUS HÁBITOS
É muito importante, também, evitar certas expressões e maus hábitos na composição de um e-mail marketing, a fim de torná-lo não apenas mais agradável para o usuário.
Por exemplo, evite expressões que apresentem pechinchas, oportunidades únicas de compra ou que sejam muito desgastadas por spammers, e que muito prejudicaram o e-mail marketing sério, como: “grátis”, “clique aqui”, “venda mais”, entre outras.

Por fim, também evite o péssimo hábito de separar com pontos ou espaços as letras de palavras comuns no spam (O.F.E.R.T.A, por exemplo), o que não funciona e ainda torna a mensagem bastante feia.

## Atenção ao assunto
É importante ter muito cuidado ao redigir o título (assunto) do e-mail! Além das expressões anteriormente citadas, é importante evitar outras que, no corpo do e-mail, até são admitidas.
Por exemplo, as expressões proibidas no assunto da mensagem: “urgente”, “dinheiro”, “carreira”, “renda”, “promoção”, entre outras. Da mesma forma, evite incluir estas palavras no corpo da mensagem, opte por suprimi-las lá também.
Também não é indicado o uso de caracteres especiais, muito menos o uso de caixa alta em todo o título, devendo-se limitar a uma palavra – ou, preferencialmente, em lugar nenhum do assunto do seu e-mail.
Para finalizar a preparação do e-mail marketing, lembre-se sempre de testar a mensagem em questão em diferentes navegadores de Internet e softwares como o outlook, observando possíveis variações.
Ademais, utilize ferramentas para testar o score do seu html, por exemplo: mail-tester.com

## Boas maneiras: criando confiança
É necessário tomar vários cuidados éticos e políticas de relacionamento ao trabalhar com o e-mail marketing. Não apenas por replicar no ambiente digital o que se deve praticar sempre nos negócios, mas também para gerar confiança nos usuários e aumentar as chances de conversão.
Além, disso, é necessário ter um cuidado especial na primeira remessa de e-mail marketing enviada: apresentar a empresa corretamente, deixar as informações claras e não ser agressivo na comunicação.
Também, nesse primeiro contato, é importante abrir para o usuário a possibilidade de responder à mensagem, e, sobretudo, de cancelar a inscrição dele automaticamente, podendo parar de receber seus e-mails quando desejar.
Isso cria confiança no usuário e evita que as pessoas vejam a sua empresa de forma negativa. A criação de confiança passa, mais ainda, quando por enviar as mensagens de um e-mail oficial, com domínio próprio da sua empresa. Assim, transmite imagem mais profissional.
Fique atento a qualidade dos seus e-mails, eles não podem ter mais de 5% dos e-mails inválidos. Neste caso é altamente recomendado contratar um serviço de validação e higienização da sua lista.
Por fim, dois fatores muito importantes a serem observados:
Primeiramente, a frequência dos disparos do e-mail marketing, que não pode ser demasiada a ponto de irritar e cansar os seus contatos.
Em segundo lugar, a relevância do conteúdo, que deve, como em qualquer ação digital, ser interessante e atrativo para o público alvo em questão.
Fonte: dataseek.com.br/blog -  Blog E-mail Marketing